# نقص آنتی‌تریپسین آلفا-۱
نقص آنتی‌تریپسینِ آلفا-۱ (Alpha-1 Antitrypsin Deficiency) (به اختصار: A1AD یا AATD) یک بیماری ژنتیکی می‌باشد که در آن ژن آلفا یک آنتی تریپسین (AAT)، جهش یافته‌است. در انسان این ژن بر روی کروموزوم ۱۴ قرار دارد.
پروتئین آلفا یک آنتی تریپسین از گروه مهارکننده سرین پروتئاز‌هایی است که در انعقاد خون و سیستم کمپلمان نقش دارند. (به این مهارکننده‌ها Serpinها گویند؛ از دیگر اعضای این خانواده می‌توان به antithrombinIII و complement 1 inhibitor اشاره کرد). بااینکه آلفا یک آنتی تریپسین در سرم هم وجود دارد اما مهم‌ترین جایگاه اثر آن در شش‌ها می‌باشد. آلفا-۱ آنتی تریپسین در ریه مهارکنندهٔ الاستاز نوتروفیل‌ها است.

## خصوصیات بیو شیمیایی پروتئین آلفا یک آنتی تریپسین
- یک گلیکوپروتئین تک زنجیره متشکل از ۳۹۴ اسیدآمینه‌است.
- دارای جرم مولکولی حدود ۵۲ کیلو دالتون می‌باشد و به راحتی از طریق مایع میان بافتی عبور و به بافت‌های هدف می‌رسد.
- این پروتئین دارای بار منفی است و از غشاء گلومرولی کلیه نمی‌تواند عبور کند.
- این پروتئین از مهم‌ترین مهارکننده‌های سرین پروتئازهای سرم انسان است و چندین پروتئاز مثل الاستاز، کلاژناز، تریپسین و… را مهار می‌کند.
- این پروتئین در کبد ساخته شده و سپس به داخل پلاسما آزاد می‌شود.
- نیمه عمر آن ۶ روز می‌باشد.
- این ماده یکی از پروتئین‌های فاز حاد سرم نیز محسوب می‌شود و سطوح سرمی آن در بعضی از بیماری‌ها مثل بیماری‌های کلیوی، کبدی و ریوی تغییر می‌یابد.

## نقش آلفا-۱ آنتی تریپسین در ریه
نقش اصلی آن حفاظت ریه‌ها در برابر تخریب بافت ناشی از پروتئازها است. بیشتر این آنزیم توسط سلول‌های کبدی و مونوسیتها ساخته شده و به‌طور پاسیو به ریه منتقل می‌شود. مقداری هم توسط ماکروفاژهای آلوئولی و سلول‌های اپیتلیال ریه ساخته می‌شود. میزان این آنزیم بر اساس بروز دوگانه آلل‌های والدین تعیین می‌شود.

## مقادیر نرمال
- غلظت طبیعی آن ۱٫۳ گرم در لیتر می‌باشد.

## بیماری‌زایی
آلفا- ۱- آنتی‌تریپسین دارای انواع مختلف ژنتیکی است اما نوع S و Z شایع‌ترین انواع آن است که موجب کمبود یا نقص این پروتئین می‌شوند. ۹۵٪ بیماران با نقص شدید دارای آلل PI*ZZ هستند.
یکی از تستهای آزمایشگاهی که اغلب برای غربالگری کمبود این آنزیم بکار می‌رود سنجش سطح ایمونولوژیک آلفا ۱ آنتی تریپسین در سرم است.

### کبد
نقص آنزیمی می‌تواند منجر به احتباس و پولیمریزه شدن آن در کبد شده و منجر به زردی کولستاتیک نوزادان در ۲۰–۱۰٪ موارد شود. حدود ۲۰٪ از این موارد در کودکی دچار سیروز می‌شوند. ۱۰٪ از مواردی که در کودکی مشکل کبدی نداشته‌اند در بزرگسالی دچار سیروز می‌شوند. درگیری کبدی ریسک بروز سرطان کبد را هم در این بیماران افزایش می‌دهد.

### ریه
کمبود آن در ریه منجر به تخریب بافتی ناشی از عملکرد الاستاز نوتروفیلی شده و منجر به ایجاد آمفیزم می‌شود که از نوع panacinarبوده و در لوب‌های تحتانی شایعتر است. نقش این آنزیم عامل ایجاد ۲–۱٪ موارد بیماری مزمن انسدادی ریه است. این کمبود آنزیمی بیشتر منجر به بروز آمفیزم زودتر می‌شود. معمولاً مصرف سیگار این بیماری و سرعت بروز آن را تشدید می‌کند.

### دیگر اندام‌ها
کمبود این آنزیم می‌تواند منجر به پانیکولیت (التهاب بافت زیر پوستی)، خونریزی‌های تهدیدکننده حیات (از طریق جهشی که عملکرد آن را به مهارکننده فاکتورهای انعقادی تغییر می‌دهد)، آنوریسم، کولیت اولسراتیو، واسکولیت ANCA مثبت و بیماری‌های گلومرولی شود.